# Taxón reconstituido
Un taxón reconstituido o recreado es la denominación empleada para designar las poblaciones que resultan de los intentos de volver a la vida a taxones extintos (generalmente subespecies) empleando para ello métodos de selección artificial, ya sea desde individuos de las razas domésticas de las cuales el taxón extinto es el ascendiente original, o también utilizando alguna de las subespecies sobrevivientes genéticamente más próxima a la perdida.[cita requerida] Si bien así planteados los objetivos son altruistas, por lo que los encargados de efectuar tales cruzamientos suelen sobredimensionar los logros obtenidos, los resultados no suelen ser los esperados, y el fenotipo resultante generalmente no logra parecerse lo suficiente al aspecto de la subespecie perdida, por lo que los zoólogos y zootecnistas prefieren sumar al nombre del animal extinto y luego recreado el término reconstituido —escrito con un guion entre ambos—, para de este modo enfatizar que los ejemplares de esa población no pertenecen realmente al taxón extinto, sino que se trata de animales recreados o reconstituidos.

## Historia y puesta en práctica
En 1920 los hermanos Lutz y Heinz Heck, ambos alemanes, plantearon la hipótesis de que sería posible recrear una especie o subespecie extinta partiendo de los genes que aún pueden estar presentes entre el acervo genético de otros animales que no se han extinguido. 
Ellos se centraron en los ancestros extintos de los animales domésticos, los cuales no se habían perdido del todo, pues sus genes aún “vivían”,  habían llegado a nuestros días ocultos en el material genético de sus descendientes, y solo hacían falta algunos cruces de ejemplares de distintas razas que aporten cada característica del primitivo animal para, mediante una estricta selección artificial, y fijando estas características en las nuevas generaciones, hacerlos nuevamente aflorar y hacerse visibles, pudiéndose lograr finalmente el nacimiento de un ejemplar del animal que se creía perdido y que volvería así a la vida. El proyecto se puso en práctica durante las décadas de 1920 y 1930.

### El intento de recrear al tarpán

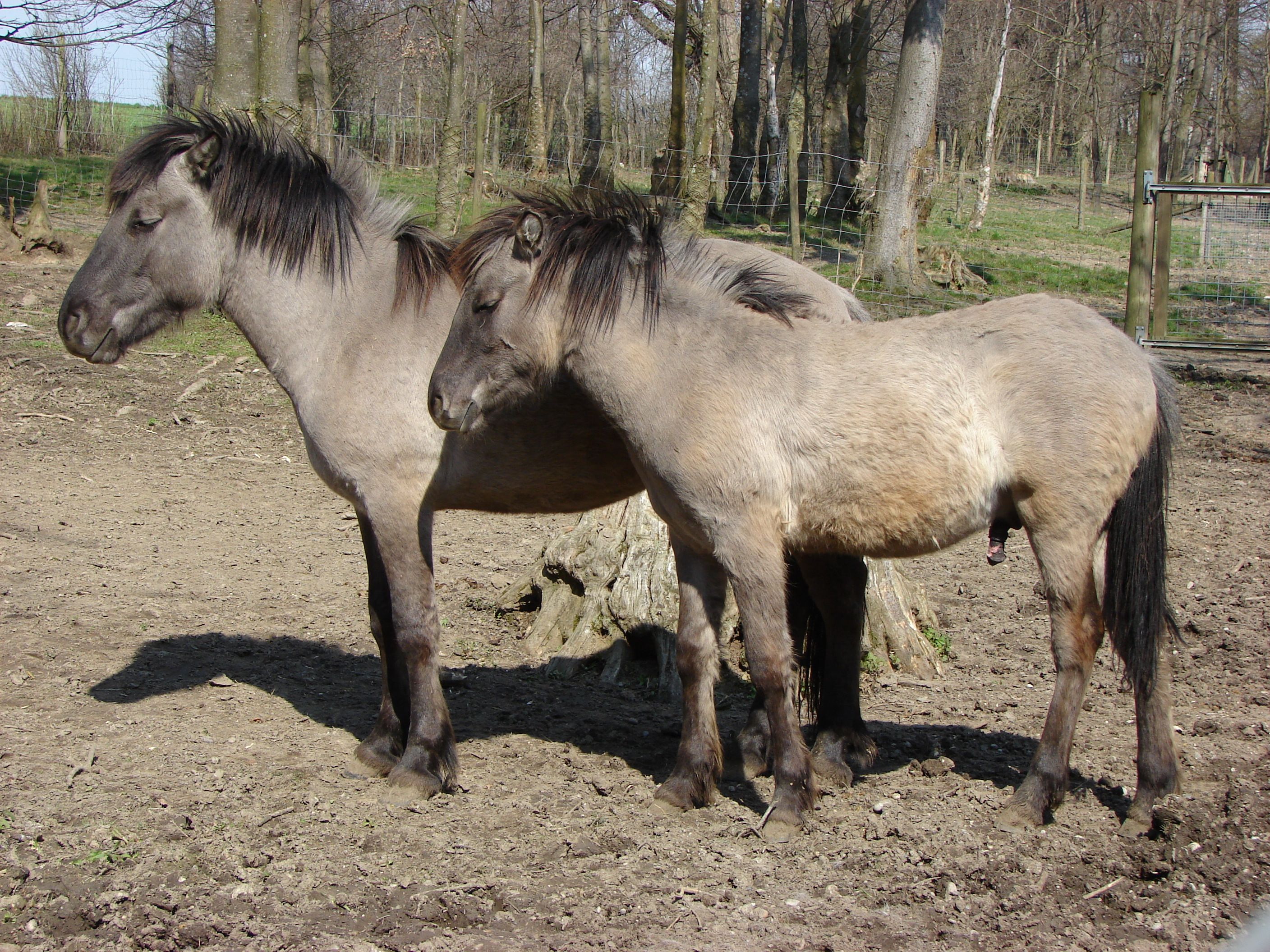
Una pareja del denominado caballo de Heck o «tarpán-recreado», en el zoológico de la ciudad de Haag, en Austria.

En la década de 1930, los hermanos Heck se propusieron recrear a la forma salvaje de la cual se originaron las actuales razas de caballos domésticos de Europa, es decir, al extinto tarpán (Equus ferus ferus).
Para lograr su objetivo utilizaron varias razas de ponis europeos. En primer lugar seleccionaron Koniks polacos, ponis islandeses, suecos y primitivos caballos polacos Gotlands del Bosque de Białowieża. Ejemplares hembras de estas razas luego fueron apareadas con sementales de caballos de Przewalski (Equus ferus przewalskii), porque los hermanos Heck pensaban que la sangre de estos caballos salvajes serviría como un catalizador para extraer las características tarpanianas aún latentes en las razas más modernas. En 1933 nació el primer potrillo tarpán recreado, en el Tierpark Hellabrunn en Múnich, Alemania.
El resultado final fue la aparición del «caballo de Heck», y para los más entusiastas: el «tarpán de Heck», una nueva raza de caballos de apariencia primitiva, que en el siglo XXI puede verse en distintos zoológicos del mundo, como curiosidad, y en algunas reservas europeas.

### El intento de recrear al uro

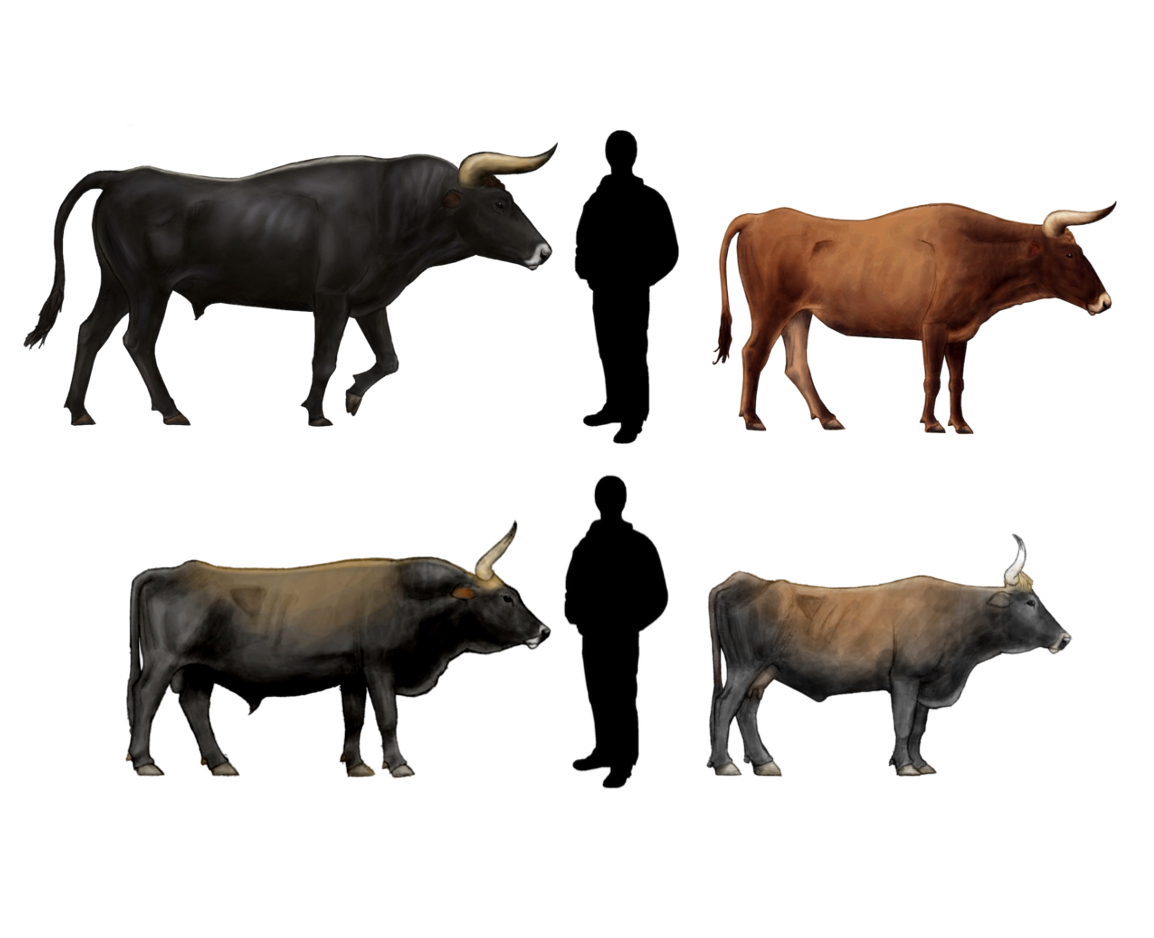
Comparación del tamaño de un hombre con la reconstrucción de una pareja de uros (arriba) y con una pareja de bovino de Heck (abajo).

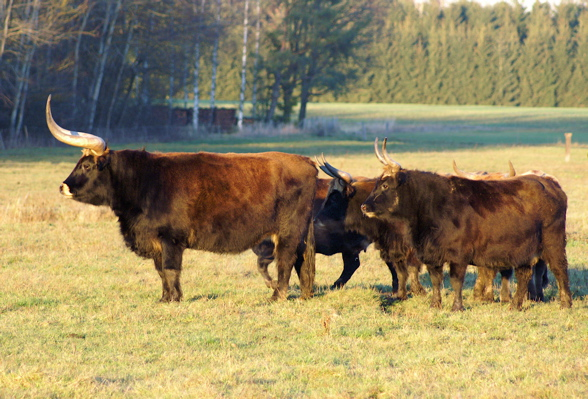
Un grupo de bovinos de Heck en Alemania. La hembra es la más grande de la raza, y la que representa mejor el fenotipo uro.

Los hermanos Heck se propusieron «recrear» al extinto uro europeo (Bos primigenius primigenius), bajo la tesis de que solo hacían falta algunos cruces de ejemplares de distintas razas de ganado vacuno que aporten cada característica del primitivo bovino para lograr finalmente el nacimiento de un uro, y de este modo el animal que se creía perdido volvería a la vida. El método utilizado fue el de cruzar las razas bovinas domésticas con mayor apariencia «rústica», las cuales se suponía genéticamente más cercas al uro original, para volver a crear una diversidad genética menos afectada por los cambios derivados de la domesticación y luego seleccionar en el grupo resultante los animales que se asemejaban al fenotipo primitivo.
El resultado fue la aparición del «bovino de Heck», y para los más entusiastas: el «uro de Heck», una nueva raza grande, robusta, de largos cuernos y pelo negro o castaño que en el siglo XXI puede verse en distintos zoológicos del mundo, como curiosidad.
En cuanto a la similitud, el resultado fue solo parcial. La apariencia física es claramente más rústica o primitiva, pero el tamaño sigue siendo inferior a la de los uros extintos, los cuernos son a menudo mucho más pequeños y el color es frecuentemente más claro.
Algunos biólogos críticos consideran al bovino de Heck un experimento fallido.
La capacidad de vivir en libertad está bien documentada, y aunque muestra debilidades frente a predadores como los lobos, al menos algunas habilidades de su antecesor están presentes. Es por esta razón que la raza fue insertada en espacios naturales para cubrir el nicho ecológico que ocupaba el uro.
En el siglo XXI, programas con mayor rigor científico, como el TaurOs project, intentan recrear nuevamente al uro, basados en datos genéticos y morfológicos precisos del animal. Para ello, se daría más peso a otras razas de características primitivas como la pajuna andaluza, la tudanca cántabra, la sayaguesa zamorana, la maremmana italiana, la highland escocesa, la esteparia húngara, las enanas de Córcega y Turquía, el toro de la Camarga y la maronesa de Portugal.

### El intento de recrear a la cebra cuaga

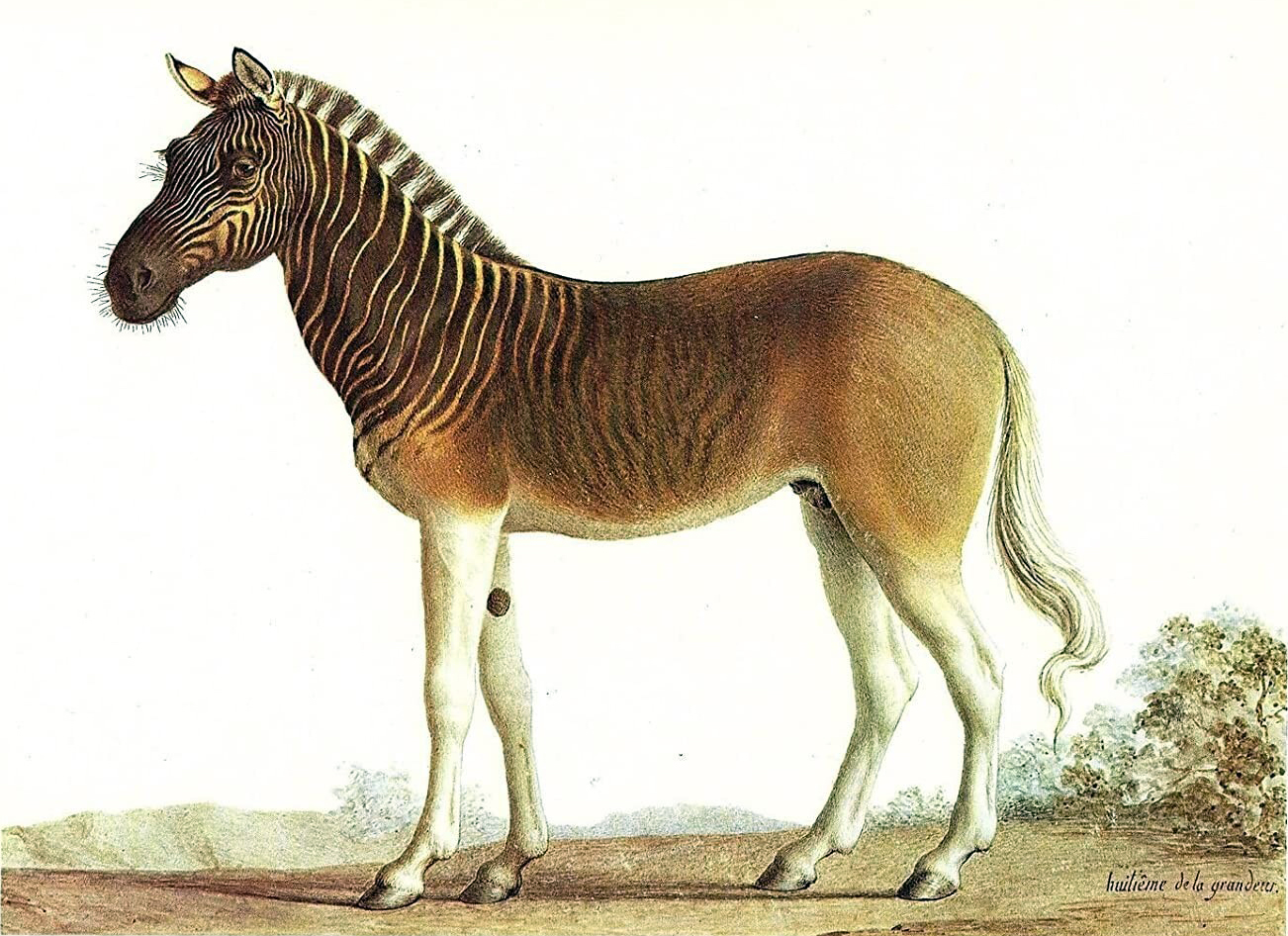
Un quagga.

El cuaga o quagga (Equus quagga quagga) es una subespecie extinta de la cebra común (Equus quagga). Al contrario que las subespecies hoy existentes, tenía el pelaje pardo rojizo, no rayado en el lomo y cuartos traseros, y salpicado de rayas negras en cara, cuello, costados y crines. El vientre y las patas eran enteramente blancas. Estas notables diferencias cromáticas condujeron a que fuera descrita inicialmente (1788) como una especie aparte.
Los cuagas formaban manadas en la zona sureste de la actual Sudáfrica, como en la zona media y meridional del Estado Libre de Orange, siendo especialmente abundantes en la Provincia del Cabo.
Este animal fue cazado desde la llegada de los primeros colonos holandeses por su carne y su piel hasta tal punto que en el año 1883 murió el último ejemplar, extinguiéndose la subespecie.
En el año 1987 se comenzó a trabajar en la idea de recrear a la cuaga mediante un proceso de cría selectiva que potencie las cualidades más afines a la extinta subespecie en cada generación. Es el llamado «Proyecto Quagga». El plantel base fueron 9 ejemplares de cebras de planicie del parque nacional Etosha de Namibia, elegidas entre 205 candidatas. El proyecto está en marcha desde entonces en Vrolijkheid, cerca de Robertson, Sudáfrica, y ya se han logrado ejemplares cada vez más similares a las verdaderas cuagas.

### El intento de recrear al lobo

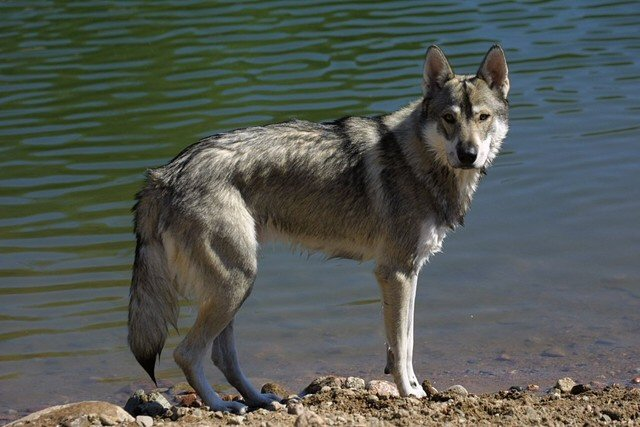
Un perro Tamaskan, seleccionado para asemejarse a su ancestro: el lobo.

El perro Tamaskan es una raza canina originada en Finlandia. Es un perro muy versátil que puede sobresalir en agilidad, obediencia y pruebas de trabajo. También es capaz de tirar de los trineos, cualidad que la hereda de las razas que lo originaron: Husky siberiano y Alaskan Malamute. Morfológicamente, el Tamaskan ha sido seleccionado para parecerse a su ancestro, el lobo, habiéndose logrado obtener un aspecto lupoide notable, un factor que ha favorecido su difusión por Europa continental, el Reino Unido y los Estados Unidos, así como en Canadá y Australia.
El intento de recrear al lobo gigante (Aenocyon dirus)
El 7 de abril de 2025 la empresa Colossal Biosciences dio a conocer la noticia del nacimiento, en octubre de 2024, de dos cachorros machos de lobos grises modificados genéticamente para parecerse fenotípicamente al Aenocyon dirus.
Si bien se trata de un esfuerzo en dirección de la desextinción de esta especie los tres ejemplares no comparten ningún material genético con Aenocyon dirus. La empresa informó haber modificado 20 genes del genoma del lobo gris, apenas 15 de los cuales fueron basados en el genoma del lobo gigante y son aquellos relacionados al tamaño del animal, musculatura y forma de las orejas.

### El intento de recrear mammuthus
Las temperaturas glaciales de Siberia han permitido que algunos restos de mamut hayan quedado suficientemente bien conservados como para extraer su ADN en buen estado. El descubrimiento de una cría de mamut al noroeste de Siberia a mediados del 2007 da esperanzas de poder clonar los mamuts. La cría, muerta hace más de 9000 años, aún tenía intactos los ojos, la trompa y una parte del pelaje. Las únicas partes que le faltaban eran la cola y una oreja.
El proceso de clonación completo propuesto requeriría resto de tejido blando de mamut del cual se pueda extraer una cadena de ADN. Este ADN sería posteriormente fusionado con un óvulo de elefante asiático, el pariente vivo más próximo de los mamuts. Dicho óvulo sería insertado en el útero de una hembra de elefante asiático y, si el proceso tuviese éxito, 22 meses más tarde nacería una cría de mamut. En el 2003 se anunció los planes más ambiciosos hasta ahora, encabezados por científicos japoneses de la Universidad de Kinki y rusos del Centro de Investigación Vektor de Virología y Biotecnología.
Sin embargo, este proceso de clonación aparentemente sencillo, presenta dificultades en cada uno de los diversos pasos. Para comenzar, la cantidad de ácido desoxirribonucleico que se ha obtenido hasta ahora no es suficiente ni en cantidad ni en calidad como para clonar un mamut. No es suficiente con encontrar una cierta cantidad de ADN, hay que encontrar una cadena entera intacta de ADN. Eso es poco probable y algunos genetistas opinan que de hecho es imposible. Además, hay que tener en cuenta que hasta ahora no se ha conseguido nunca clonar un mamífero únicamente por medio del ADN. (La Oveja Dolly, por ejemplo, fue clonada a partir de una célula somática adulta). Tampoco se ha conseguido nunca clonar un elefante, de manera que todavía parece improbable que se pueda clonar un mamut.
La posibilidad de clonar un mamut cambió radicalmente en noviembre de 2008, cuando se publicó un estudio realizado por un equipo de investigación japonés, liderado por Sayaka Wakayama, en el Centro de Biología del Desarrollo del Instituto RIKEN en Kobe, ha clonado un ratón que ha permanecido 16 años congelado a -20 °C. Si bien el principal impedimento para llevar a la práctica la clonación era utilizar ADN que estuviese dañado por los cristales de agua congelada, se descubrió que las células nerviosas del cerebro poseían glúcidos que permitían mantener los núcleos de igual forma que la criopreservación, sin daño de ADN. Ahora, el principal inconveniente está representado por la posibilidad de que un núcleo de mamut sea viable en una célula de elefante.
La gestación también presentaría problemas adicionales. No sólo el tiempo de gestación podría tener una duración diferente a la de los elefantes, cosas que impondría una presión añadida al feto del mamut como a la madre elefante, además es probable que el cuerpo de la madre no pudiese cubrir las necesidades de un animal más grande y de metabolismo posiblemente diferente como son los mamuts. También es posible que, una vez nacido, la cría de mamut fuese rechazada por su madre o no tolerase bien la leche de elefante.
Dentro del ámbito científico, hay opiniones divididas entre los que creen que es posible clonar un mamut y los que piensan que es imposible. Dick Mol es uno de los que duda de que sea posible, mientras que uno de sus colegas en la expedición que descubrió el Mamut de Jarkov (Siberia), Larry Agenbroad, apuntaba que hace unos años había científicos que decían que nunca se podría clonar una oveja. Por otro parte, Adrian Lister, uno de los paleontólogos más reputados en el estudio de los mamuts también ha cuestionado la ética de clonar estos animales: «El hábitat natural del mamut ya no existe. Estaríamos creando un animal como atracción en un parque temático. ¿Es ético?»

### El intento de recrear al tilacino
El Australian Museum de Sídney empezó un proyecto de clonación en 1999. El objetivo era utilizar material genético de ejemplares preservados de principios del siglo XX para clonar nuevos individuos y resucitar la especie. Algunos genetistas han acusado a este proyecto de ser una acción de cara a la galería, y su valedor principal, el profesor Michael Archer (Decano de Ciencias de la Universidad de Nueva Gales del Sur, antiguo director del Australian Museum y biólogo evolutivo), recibió una nominación en el año 2000 para el Australian Skeptics Bent Spoon Award, por "perpetrar uno de los ejemplos más absurdos de sandeces paranormales o pseudocientíficas".

### El intento de recrear al Hombre de Neandertal
En respuesta a una pregunta en Der Spiegel, el genetista estadounidense George Church especuló con la posibilidad de que fuera técnicamente posible hacer un neandental recontruyendo el ADN del neardental y modificando las células humanas apropiadamente. Otros medios, incluido el Daily Mail lo sacaron de contexto citando a Church diciendo: "Ahora necesito una mujer atrevida". Church aseguró taxativamente que no estaba trabajando en un proyecto así y que su consideración era puramente teórica.